# キンカチョウ
キンカチョウ（錦花鳥、錦華鳥　学名：Taeniopygia guttata）は、スズメ目カエデチョウ科に分類される鳥の一種。

## 分布
原産地
オーストラリア、インドネシア、東ティモールの比較的乾燥した地域。
移入地
プエルトリコ、ポルトガル、アメリカ合衆国。

## 形態
体長 10 - 11cm。嘴は光沢のある赤褐色、頭から背中にかけて灰色で、嘴の周囲と頬に黒い腺がある。尾は白と黒の斑。
雌雄で模様が違い、オスは喉から上胸部にかけて特徴的な細かいゼブラ（白と黒の縞）模様があるため英名はゼブラフィンチ（Zebra Finch）と呼ばれる。オスは頬がオレンジ色で下胸部に黒帯がある。オスの方が嘴と脚の色が濃い。

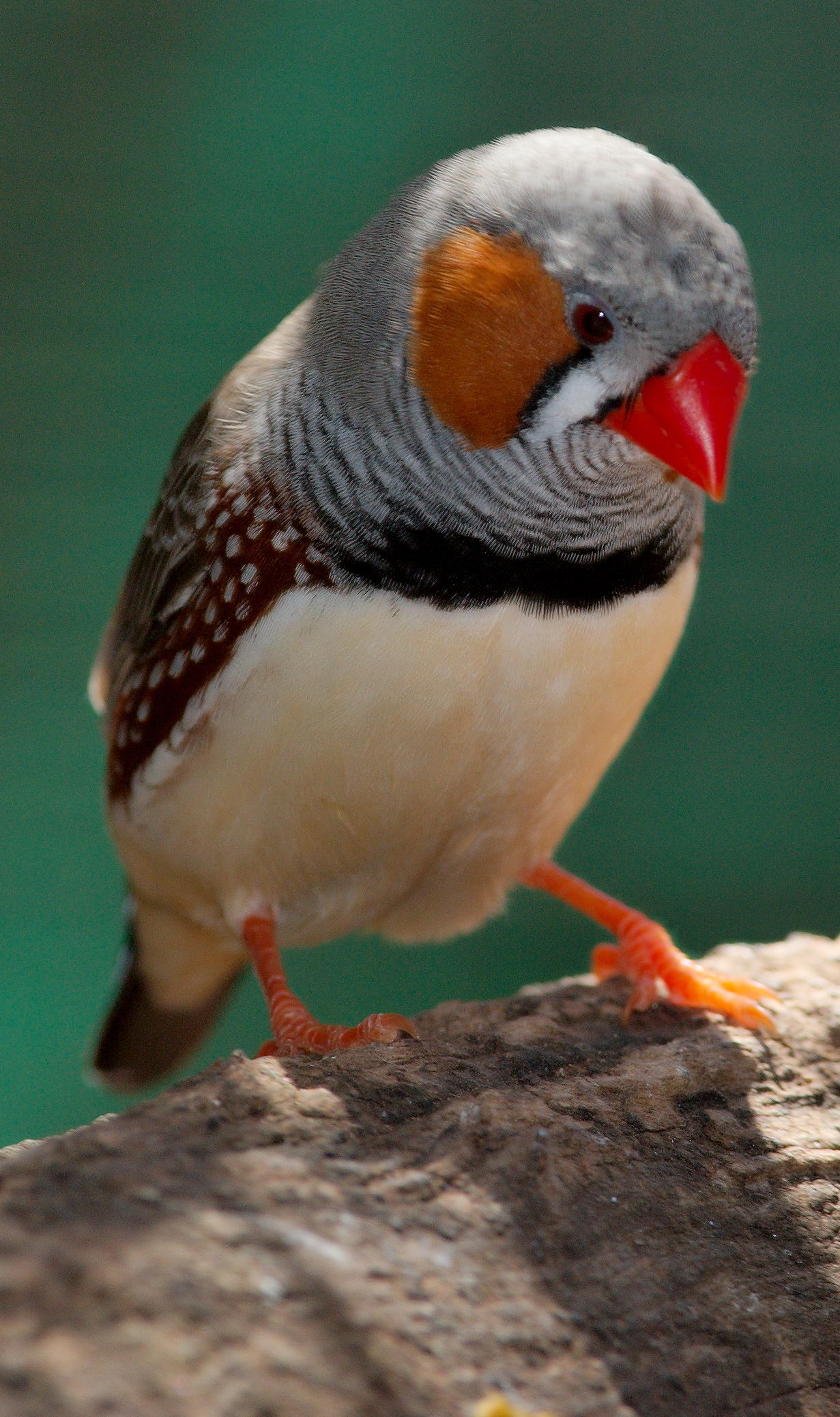
オス
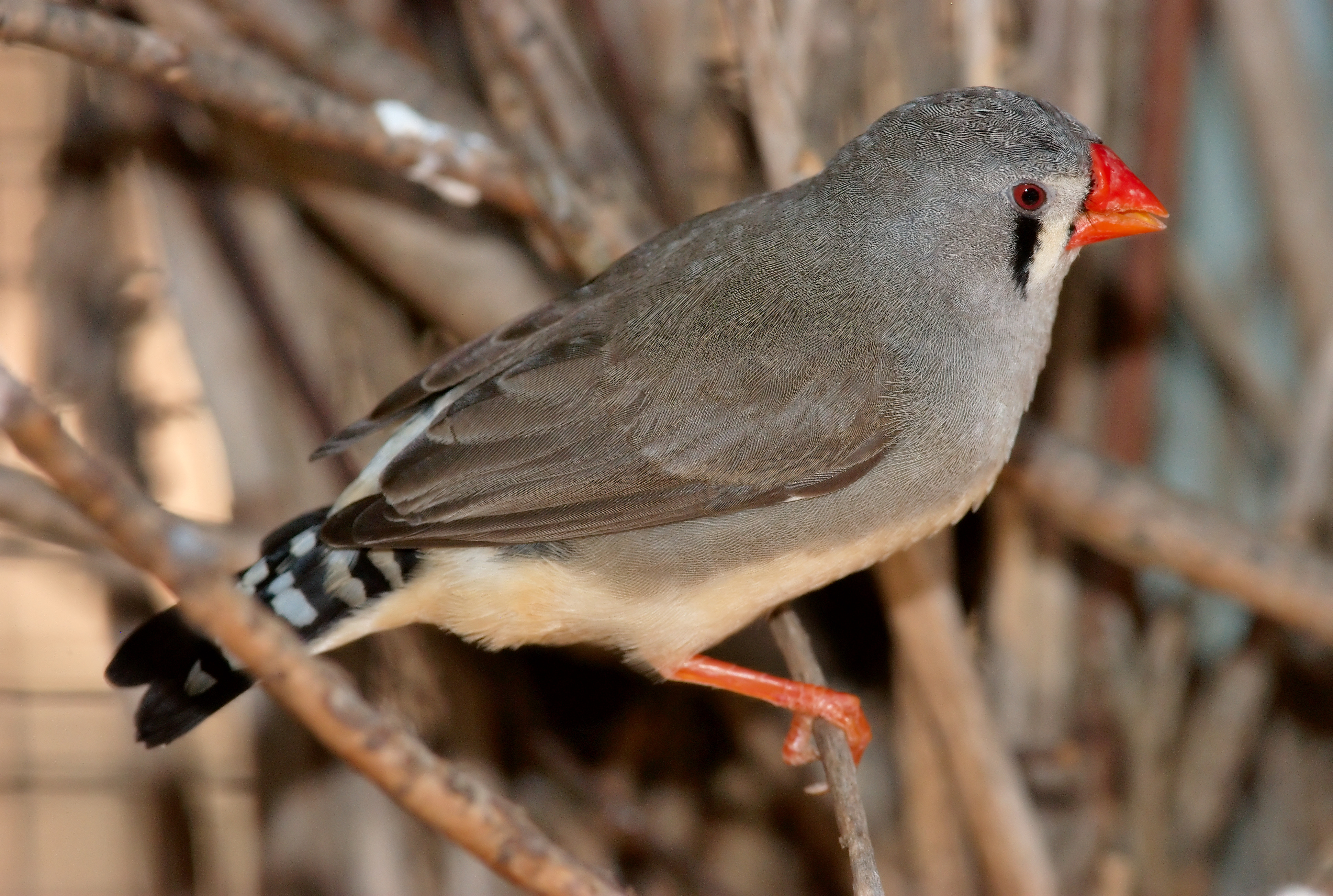
メス

## 生態
群れで移動し、地面に落ちた草の種子、穀物を主食とし、昆虫なども食べる。

## 亜種
キンカチョウには2つの亜種がある。
ティモールキンカチョウ（T. guttata guttata）
インドネシアの小スク島からセルマタ島およびオーストラリア大陸沿岸部に分布。
クリミミキンカチョウ（T. guttata castanotis）
オーストラリア大陸全土に分布。別種（T. castanotis）に分類されることがある。
亜種間の形態上の違いは、ティモールキンカチョウの方がやや小型で、クリミミキンカチョウのオスの喉から上胸部に見られるゼブラ模様がなく下胸部の黒帯も小さいことである。

## 品種
日本では明治期に輸入されて以来家禽化された歴史の長い愛玩鳥で、50種類以上の色変わり品種が作出されている。
並錦華鳥
クリミミキンカチョウの原種と同じ羽色の品種。
白錦華鳥
キンカチョウの白化種を固定化した品種。雌雄ともに全身が白く、雌雄の区別はオスの方が濃い嘴の色を見分けることで行う。
古代錦華鳥
羽毛の黒い色素を失った淡黄褐色の品種。
ブラックチーク
頬のオレンジ色の羽が黒い色に変わった品種。
巣引きが下手で、飼育下では抱卵を行わないことが多いため、ジュウシマツが仮親として使用される。しかし現在ではヨーロッパから輸入された系統の影響で「自育キンカチョウ」と呼ばれるほど、キンカチョウの巣引きは一般的なものになってきている。神経質な性格の為、庭籠（にわこ）と呼ばれる木製の繁殖カゴを用いると成功しやすい。ブンチョウ、ジュウシマツ等と同様に手乗りに育てる事も可能だが、ヒナのクチバシが小さい為に細い給餌器具を用意する必要がある。

## 寿命
寿命は自然環境下では5年程度だが、飼育下では5〜10年、長生きすれば12〜15年にもなる。